# Dudley Shelton Senanayake

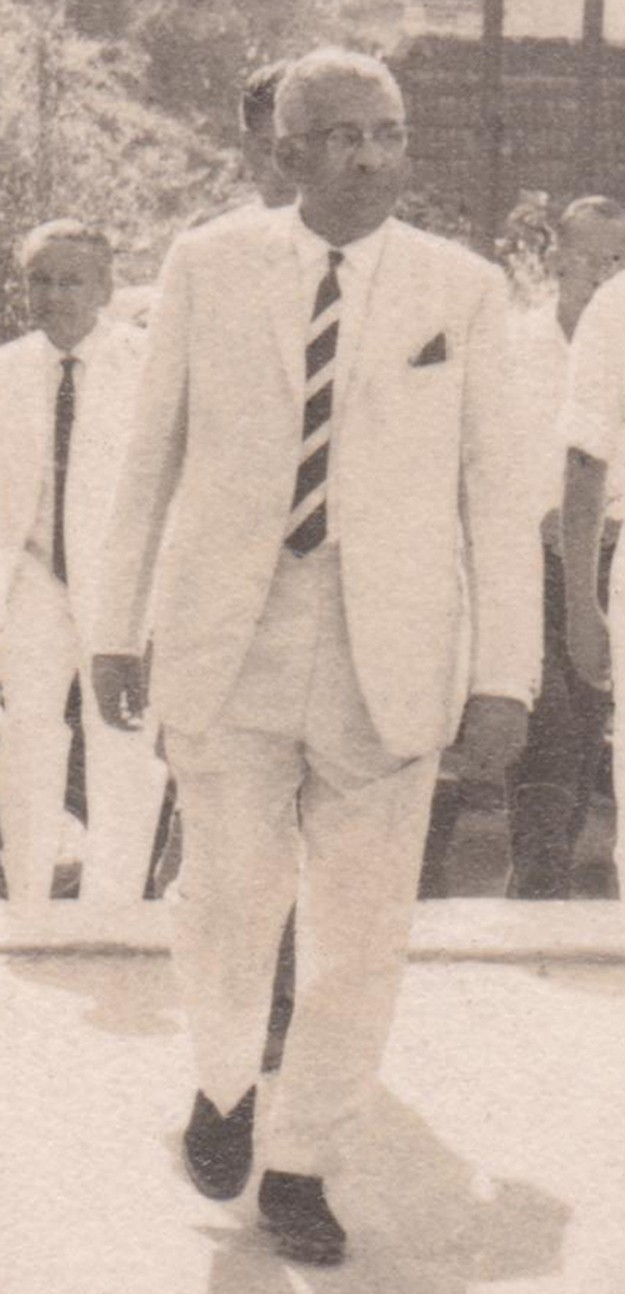
Dudley Shelton Senanayake (1965)

Dudley Shelton Senanayake (* 19. Juni 1911; † 13. April 1973 in Colombo) war ein sri-lankischer Politiker (UNP). Er war von 1952 bis 1953, von März bis Juli 1960 und von 1965 bis 1970 Premierminister von Sri Lanka.

## Biografie
Der älteste Sohn von Don Stephen Senanayake studierte nach dem Schulbesuch am S. Thomas’ College, Mount Lavinia Naturwissenschaften am Corpus Christi College der University of Cambridge und danach Rechtswissenschaften. Nach Abschluss des Studiums wurde er als Rechtsanwalt (Barrister) an der Anwaltskammer Middle Temple zugelassen.
Nach seiner Rückkehr nach Sri Lanka wurde er 1936 zum Mitglied des Staatsrates (State Council) gewählt und gehörte diesem bis 1946 als Hinterbänkler an. 1946 wurde er als Nachfolger seines Vaters Landwirtschaftsminister (Minister of Agriculture) und Mitglied der von diesem gegründeten United National Party (UNP).
Nach der Souveränität Sri Lankas am 4. Februar 1948 wurde er von seinem Vater, der am gleichen Tag erster Premierminister von Sri Lanka wurde, als Landwirtschaftsminister ins Kabinett berufen.
Nach dem plötzlichen Tod seines Vaters am 22. März 1952 bei einem Reitunfall wurde er am 26. März 1952 erstmals selbst Premierminister und hatte dieses Amt bis zu seiner Ablösung durch seinen Cousin John Lionel Kotalawela am 12. Oktober 1953 inne. Von 1956 bis zu seinem Tod war Senanayake Parteivorsitzender der UNP.
Nach den Wahlen zum Parlament vom März 1960 und dem Sieg seiner UNP über die Sri Lanka Freedom Party (SLFP) von Premierminister Vijayananda Dahanayake wurde er am 21. März 1960 erneut Premierminister. Allerdings gelang ihm keine Bildung einer stabilen Regierung, so dass bereits drei Monate später Sirimavo Bandaranaike am 21. Juni 1960 seine Nachfolgerin als Premierministerin wurde.
Bei den Wahlen im März 1965 gelang der UNP erneut ein Wahlsieg. Am 27. März 1965 wurde er daraufhin wieder Premierminister und übte dieses Amt bis zu seiner Ablösung durch Sirimavo Bandaranaike am 29. Mai 1970 nach den zuvorigen Parlamentswahlen.
Nach längerer schwerer Krankheit starb er knapp drei Jahre später.